# Lirastolisti fikus
Lirastolisti fikus (znanstveno ime Ficus lyrata) je tropsko drevo iz družine murvovk.

## Opis
Vrstno ime izvira iz značilno oblikovanih listov tega fikusa, ki spominjajo na liro.
Lirastolisti fikus v naravi zraste do 12 metrov visoko in ima pokončno deblo, ki se pogosto začne deliti že pri tleh. Krošnja drevesa je dokaj velika, sestavljajo pa jo pokončne veje, na katerih so do 50 cm dolgi usnjati listi. Dno lista je zaokroženo, nato se list zoži in se na koncu spet razširi ter na vrhu, na koncu srednje listne žile naredi majhno konico. Rob listov je valovit.
Enospolni cvetovi tega fikusa so združeni v socvetja hruškaste oblike. Socvetje je na zgornji strani odprto, vhod pa zastirajo številne majhne luske, kar daje cvetu podoben videz kot ga ima cvet smokve.

## Razširjenost in uporabnost
Lirastolisti fikus je samonikel v tropskih območjih Afrike in je zelo zahtevna vrsta, ki je izjemno občutljiva na mraz. Ne prenese namreč temperatur pod 7º C. Danes je ta vrsta fikusa izjemno priljubljena okrasna sobna rastlina. V naravi se razmnožuje s semeni, gojene fikuse te vrste pa razmnožujejo z grebenicami ali potaknjenci.